# اندیس یلی بدراق
یلی بدراق یک اندیس غیرفلزی است که در حوالی شهر چات استان گلستان قرار دارد و مادهٔ معدنی موجود در آن، صدف است. و دیرینگی آن به دوران سن  می‌رسد. 